# Sergiu Cornea

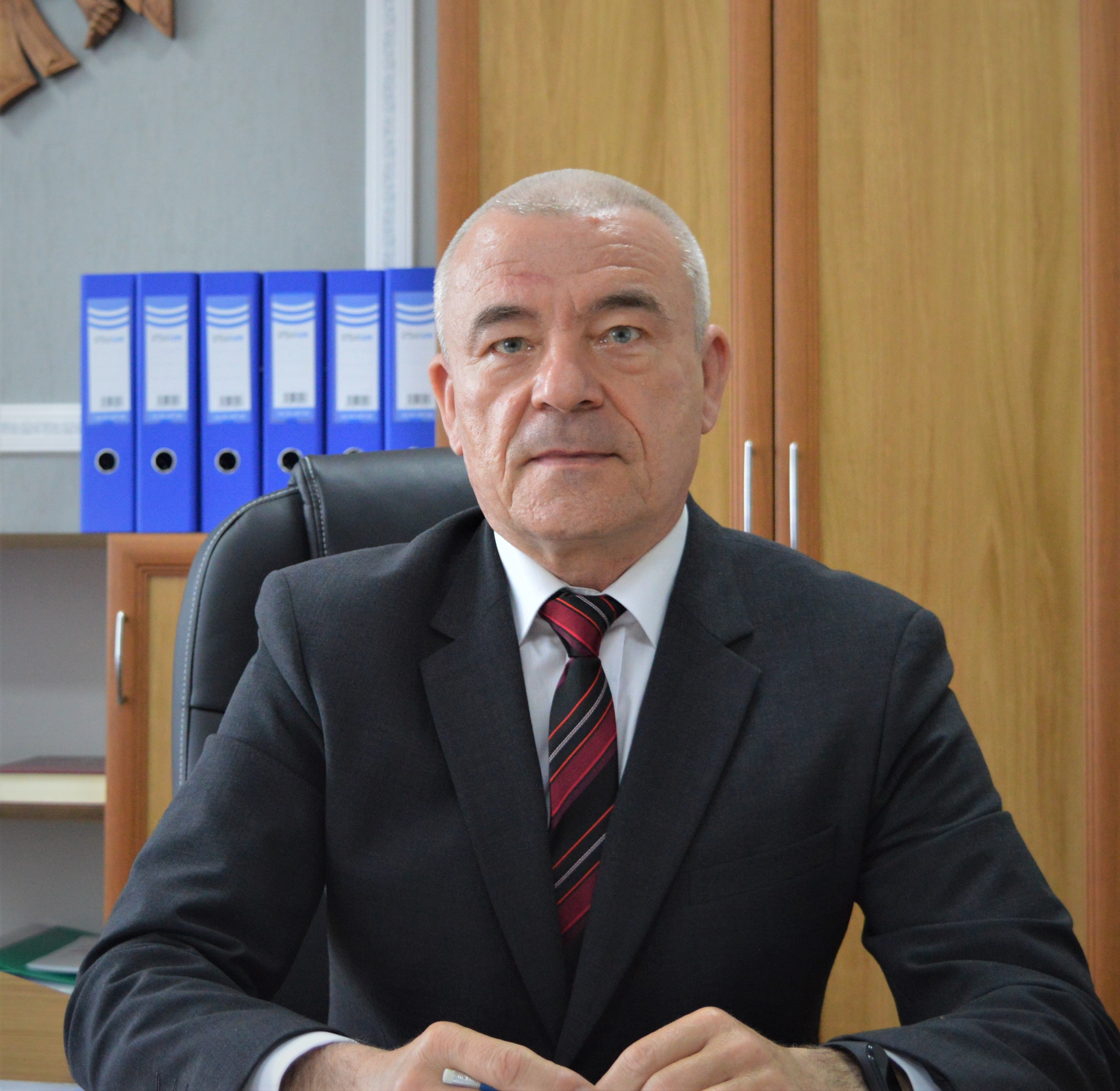
Sergiu Cornea, rector USC

Sergiu Cornea (n. 8 decembrie 1963, Văleni, raionul Vulcănești) este un politolog și istoric moldovean, rector al Universității de Stat „Bogdan Petriceicu Hasdeu” din Cahul începând cu anul 2020.

## Studii
Școala primară și gimnazială le-a absolvit în satele Giurgiulești și Văleni. Studiile medii le-a încheiat în Școala Internat nr. 1 din Cahul, în prezent Liceul Teoretic „Ioan Vodă”. Studiile superioare de licență le-a făcut la Universitatea de Stat din Moldova, Facultatea de Istorie în anii 1981-1986. În perioada octombrie 1992 - iulie 1994 a studiat la Școala Națională de Studii Politice și Administrative din București, România, specializarea Științe administrative. După revenirea în țară a urmat studii de doctorat la Academia de Administrare Publică de pe lângă Președintele Republicii Moldova în anii 1995-1999. Este doctor în politologie.
- 2015-2019 Studii postdoctorale, Specialitatea: – Teoria, metodologia politologiei; instituții și procese politice; instituții și procese politice; Institutul de Cercetări Juridice, Politice și Sociologice (Chișinău, Republica Moldova)
- 1995-1999 Studii de doctorat, Specialitatea: - Teoria, metodologia administrației publice; Academia de Administrare Publică (Chișinău, Republica Moldova)
- 1992-1994 Studii postuniversitare, Specializarea: Științe Administrative; Școala Națională de Studii Politice și Administrative (București, România)
- 1981-1986 Studii universitare, Specializarea: Istoric, profesor de istorie și științe sociale; Universitatea de Stat din Moldova, Facultatea de Istorie (Chișinău, R.M.)

## Activitate profesională
- 2020 - prezent  - Rector la Universitatea de Stat „B.P. Hasdeu” din or. Cahul
- 2006 - 2020 - Prorector cu activitatea de cercetare și relații internaționale la
- 2000 -  2006 Lector superior, conferențiar universitar, șef de сatedră
- 1994 - 2006 Șeful Oficiului consular „Cahul”
- 1986 - 1992 Profesor de istorie și științe sociale la Colegiul tehnic-agricol din or. Cahul

## Poziții în rețeaua științifică
- Membru-fondator al Institutului de Științe Administrative din R.Moldova;
- Redactor-șef al Buletinului Științific al Universității de Stat „Bogdan Petriceicu Hasdeu” din Cahul, Seria „Științe Sociale”;
- Membru al Comitetului științific al Conferinței internaționale „Exploration, Education and Progress in the Third Millennium” organizată de Universitatea ,,Dunărea de Jos” (Galați, România);
- Membru al Colegiului de redacție al revistei științifice ,,Acta Universitatis Danubius ,,OEeconomica”;
- Co-președinte al Comitetului organizatoric al conferinței internaționale itinerante ,,The DanubeAxis of European Identity”.
- Membru al grupului de experți al Bulletin of Mariupol State University. Series: History. Political Studies (Ucraina).

## Publicații

#### 150 publicații științifice și metodico-didactice în domeniile: Administrație Publică, Istorie și Politologie.
MONOGRAFII ȘTIINȚIFICE, VOLUME COLECTIVE ȘI CAPITOLE ALE ACESTORA
- Cornea S. Organizarea administrativă a Basarabiei (1812 - 1917 ). Cahul: US "B. P. Hasdeu", 2003. 143 p., ISBN 9975-9751-0-0 (Teza de doctorat)
- Cornea S., Cornea V. Autoadministrarea colectivităților locale: aspecte teoreticopractice. Cahul: US "B. P. Hasdeu", 2010. 348 p. ISBN 978-9975-914-34-5.

- Cornea S. et al. Învățământul superior: între cerere și ofertă. Cahul: US "B. P. Hasdeu" Cahul, 2011. 100 p. ISBN 978-9975-914-64-2.
- Cornea S., Cornea V. Chapter Tree „Administrative Tools in the Protection and Promotion of the Rights of Etnic Minorities”. In: Ethnicity and Intercultural Dialogue at the European Union Eastern Border. Ed. M.Brie, I.Horga and S.Șipoș. Cambrige: Cambrige Scholars Publishing, 2013, p. 24-30. ISBN (10): 1-4438-4607-4, ISBN (13): 978-1-4438- 4607-3.
- Cornea S. Organizarea teritorială a puterii locale din Republica Moldova: concept, mecanisme, soluții. București - Brăila: Editura Academiei Române - Editura Istros a Muzeului Brăilei „Carol I”, 2017. 614 p. ISBN 978-973-27-2864-2; ISBN 978-606-654-266- 1.
- Cornea S. The geopolitical option of the Republic of Moldova: nostalgia or pragmatism. Premises. In: Strengthening of good governance and security as a priority of European Neighborhood Policy. Edited by Sinagra A., Tudor F., Floroiu M. Rome: Aracne, 2017, p. 185-188. ISBN 978-88-255-0833-8
- Cornea S. Fundamentele conceptuale ale reformării organizării teritoriale a puterii locale în Republica Moldova. Cahul: US „B.P. Hasdeu” din Cahul, 2018. 250 p. ISBN 978- 9975-88-033-6; ISBN 978-9975-88-034-3.
- Cornea S. Evoluția administrației și împărțirilor teritoriale în Basarabia (1812–1917). În: Țarălungă E. Enciclopedia identității românești. Vol. 1. Repere. București: Editura AGIR, 2019, p. 1053-1122, 1345-1363. ISBN 978-973-720-764-7
- Cornea S. Organizarea administrativă a Basarabiei sub ocupația țaristă (1812-1917). Brăila: Editura Istros a Muzeului Brăilei "Carol I", 2019. (185 p.) ISBN 978-606-654-328-6
- Cornea S. Dimensiunea administrativă a expansionismului rusesc în Basarabia. În: Miscellanea historica et arheologica in honorem Professoris Ionel Cândea septuagenarii / ed.: Costin Croitoru. București: Editura Academiei Române; Brăila: Editura Istros a Muzeului Brăilei „Carol I”, 2019, p. 741-753. ISBN 978-973-27-3121-5; ISBN 978-606-654-353-8
- Cornea S. Reorganizarea teritorială a puterii locale – imperativ al modernizării Republicii Moldova. Cluj-Napoca: Presa Universitară Clujeană, 2019. (266 p.) ISBN 978- 606-37-0578-6
- Cornea S. Particularitățile afirmării democrației locale interbelice în Basarabia: cazul alegerilor pentru Consiliul Județean Cahul din anul 1930. În: Perspective asupra istoriei locale. Vol. 1: Județul Cahul în componența României Mari / vol. îngrij. De Costin Croitoru. Brăila: Editura Istros a Muzeului Brăilei „Carol I”, 2020, pp. 195-235. ISBN 978-606-654- 411-5, ISBN 978-606-654-412-2

PUBLICAȚII DIDACTICE
- Cornea S. Elaborarea tezelor de an la disciplina Administrația Publică Locală: recomandări metodice. Cahul: US "B. P. Hasdeu", 2003.-12 p. ISBN 9975-9751-2-7
- Cornea S. Politologie: Note de curs. Cahul: US "B. P. Hasdeu", 2004.-180 p. ISBN 9975- 9751-7-8
- Cornea S. Ghid practic pentru elaborarea, redactarea și susținerea tezelor de licență. Cahul: US "B. P. Hasdeu", 2005.-20 p. ISBN 9975-9839-2-8
- Cornea, S., Cornea, V. Ghid pentru elaborarea tezelor de licență la specialitatea Administrație publică. -Cahul.:USC, 2007.- 76 p. ISBN 978-9975-9834-4-0.
- Cornea S. Introducere în politologie. Cahul: US "B. P. Hasdeu", 2008.- 268 p. ISBN 978- 9975-9839-4-5
- Cornea S., Filipov I. Politica de personal în administrația publică. Cahul: US "B. P. Hasdeu", 2009.-263 p. ISBN 978-9975-4051-0-2
- Cornea S. Organizarea administrativă a Basarabiei sub ocupația țaristă: (scheme, tabele, hărți). Cahul: USC, 2016. ISBN 978-9975-88-009-1
- Cornea S., Cornea V. Teza de master: Repere pentru elaborare. Cahul: US „B. P. Hasdeu”, 2018. ISBN 978-9975-88-022-0
- Cornea S. Organizarea teritorială a puterii publice în Republica Moldova: Manual universitar. Cahul: US Cahul, 2019. 342 p. ISBN: 978-9975-88-048-0

ARTICOLE ȘTIINȚIFICE
- Cornea S. Considerations concerning the functionality of Basarabia’s provisional administrative system during the first years of Russian domination (1812-1816). In: Analele Universității „Dunărea de Jos” Galați, Seria 19, Istorie, tom VII, 2008, p. 97-116. ISSN 1583–7181
- Cornea S. The territorial-administrative division of the Republic of Moldova: between the Soviet past and European aspirations. In: International conference „Exploration, Education and Progress in the Third Millennium”. Galati, 23 – 24 of April, 2010. Vol. II, No.2. - Galați: Editura Universității „Dunărea de Jos”, 2010, p. 87-99. ISSN 2066-7019
- Cornea S. The Tsarist administration in Bessarabia: the preferential administrative regime to rule over the Transdanubian settlers (1818-1828). In: Journal of Danubian Studies and Rerearch. Vol.1, No.1, 2011, pp.63-71. ISSN 2284-5224

- Cornea S., Cornea V. Administrative Tools in the Protection and Promotion of the Rights of Ethnic Minorities. In: Ethnicity, Confession and Intercultural Dialogue at the European Union Eastern Border. Coord. Mircea Brie, Ioan Horga, Sorin Șipos. Suppliment of Eurolimes. Debrecen /Oradea, 2011. p. 47-52. ISBN 978-606-10-0570-3. http://connection.ebscohost.com/c/articles/67517173/ethnicity-confession-interculturaldialogue- european-union-eastern-border.
- Cornea S. Design-ul instituțional al sistemului administrativ implantat în Basarabia în perioada anilor 1818 – 1828. În: In honorem Alexandru Mosanu. Cluj-Napoca: Editura Academiei Române, 2012, p. 235-254. ISBN 978-973-7784-78-0; ISBN 978-973-595-418-5 3
- Cornea S., Cornea V. Public-private partnership: between legal requirements and the real needs. In: Juridical Tribune, Volume 2, Issue 2, December 2012 p.187-199. ISSN: 2247-719. http://www.tribunajuridica.eu/arhiva/An2v2/art14.pdf)
- Cornea S. The Specific Administrative Policies Applied by the Tsarist Regime in Bessarabia: the special administration of Ismail. In: Journal of Danubian Studies and Research, Vol 2, nr. 2, 2012, p.31-44. ISSN 2284-5224 http://journals.univdanubius.ro/index.php/research/article/view/1557/1279)
- Cornea S. Consequences of Activity of the Supreme Commander of 'Moldavian Army', M. I. Kutuzov, for Romanian Principalities. In: Codrii Cosminului, Vol.XIX, 2013, No. 2, p. 269-286. ISSN: 1224-032X http://atlas.usv.ro/www/codru_net/CC19/2/kutuzov.pdf; http://www.socionet.ru/publication.xml?h=repec:rus:omxhmp:128
- Cornea S. The Application of Citizens Consultation Principle in Problems Solving on Administrative Organization of the Territory. In: International Conference "Exploration, Education and Progress in the Third Millennium", Galați, 18th-19th of April 2013. Proceedings, Vol.I, No.5, p.59-66. ISSN 2066-7019
- Cornea S., Cornea V. Realities and Consequences of the Territorial Autonomy based on Ethnic Criteria: the Case of Gagauzia, the Republic of Moldova. In: Studii și cercetări din domeniul științelor socio-umane. Vol.27. Cluj-Napoca: LIMES & Argonaut, 2014, p.34- 49. ISBN 978-973-726-861-7, ISBN 978-973-109-504-2 http://www.historycluj.ro/SU/Ro/Volume_Stud_Cerc/VOLUM%2027.pdf
- Cornea S. Административно – территориальное устройство Болгарии и ее уроки для Молдовы. In: Journal of Danubian Studies and Research, Vol 4, nr. 2, 2014, p.7-15. ISSN 2284-5224.
- Cornea S. Impactul sărăciei asupra participării publice la nivel local: cazul Republicii Moldova. In: International Conference "Exploration, Education and Progress in the Third Millennium", 8th of May 2015, Galati-România. Proceedings, nr.7. Editura Pro Universitaria, 2015, p.151-167. ISSN 2066-7019, ISSN-L 2066-7019.

- Cornea S. Последствия советской модели территориальной организации местной власти в Республике Молдова: до каких пор? (The Consequences of the Soviet Model of the Territorial Organization of Local Authorities in the Republic of Moldova: Until When?) In: Journal of Danubian Studies and Research, Vol 5, No 1 (2015), p.264-273. ISSN 2284-5224 http://journals.univ-danubius.ro/index.php/research/article/view/3014/ 2794
- Cornea S. Instituția autonomiei locale în constituțiile țărilor comunității statelor independente (CSI): o analiză comparată. În: Revista Transilvană de Științe Administrative, nr.18 (38), 2016, p.3-19. ISSN 2247–8329 http://rtsa.ro/rtsa/index.php/rtsa/article/view/520
- Cornea S. The territorial organization of public power: the shaping of an academic field. In: Cross-Border Journal of International Studies, 2016, nr.1, p. 39-48. ISSN 2537- 3676, ISSN-L 2537-3676 http://www.cbjis.ugal.ro/index.php/cbjis/article/view/7/4
- Cornea S. The Necessity of Reforming the Territorial Organisation of the Local Public Power in the Republic of Moldova: Demographic Arguments. In: Public Administration & Regional Studies, No. 1 (19), 2017, p. 31-46. ISSN 2065 -1759 http://www.pars.fsjsp.ugal.ro/pdf/1-2017/1pe2017%20(3).pdf
- Cornea S., Cornea V. The institutional isomorphism of the Regional Bureaus for Crossborder Cooperation in Romania. In: Cross-Border Journal of International Studies, nr.1 4 (2), 2017, p. 15-28. ISSN 2537-3676, ISSN-L 2537-3676 http://www.cbjis.ugal.ro/index.php/cbjis/article/view/16/16
- Cornea S. Inter-Municipal Cooperation – An Alternative Solution for The Amalgamation Projects? In: Journal of Danubian Studies and Research, Vol 7, No 1 (2017), p. 109-121. ISSN 2284-5224 http://journals.univ-danubius.ro/ index.php/research/article/view/4274/4260
- Cornea S. Relația „suveranitatea poporului – puterea publică”: cazul Republicii Moldova. În: Studii alese de drept și științe administrative. București: Pro Universitaria, 2017, p.55-63. ISBN 978-606-26-0765-4
- Cornea S. Populația – elementul definitoriu al identității colectivităților teritoriale locale. În: Identități etno-confesionale și reprezentări ale celuilalt în spațiul est-european: între stereotip și voința de a cunoaște. Iași: Editura Universității „Al. I. Cuza”, 2018, p. 356- 371. ISBN: 978-606-714-473-4
- Cornea S. Valorificarea capitalului uman al raionului Cahul în cadrul cooperării transfrontaliere. În: Dezvoltarea economico-socială durabilă a euroregiunilor și a zonelor transfrontaliere. Volumul XXXIII. Iași: PERFORMANTICA, 2018, p. 196-202. ISBN: 978- 606-685-616-4
- Cornea S. Демографические предпосылки реформы территориальной организации местной власти в Республике Молдова (The demographic premises of the reform of the territorial organization of the local power in the Republic of Moldova). In: Journal of Danubian Studies and Research, Vol 8, No 2 (2018), p. 42-52. ISSN 2284-5224 http://journals.univ-danubius.ro/index.php/research/article/view/5362/4637
- Cornea S. Piața forței de muncă a raionului Cahul – evoluții generale (2014-2018). Dezvoltarea economico-socială durabilă a euroregiunilor și a zonelor transfrontaliere. Vol. XXXV, Economie. Iași: PERFORMANTICA, 2019, p. 122-129. ISBN: 978-606-685-687-4
- Cornea S., Mandaji E. The Parliamentary Elections of 24th February, 2019 in the Republic of Moldova: Particularities and Consequences of the Mixed Electoral System. In: Journal of Danubian Studies and Research, Vol 9, No 1 (2019), p. 69-81. ISSN 2284- 5224 http://journals.univ%5Bnefuncțională%5D.danubius.ro/index.php/research/article/view/6086/5035
- Cornea S. Cahul district in the first weeks of the soviet occupation (june-august 1940). In: Journal of Danubian Studies and Research, Vol 10, No 1, 2020, p. 152-165. ISSN 2284- 5224 http://dj.univ-danubius.ro/index.php/JDSR/article/view/471
- Cornea S. Potențialul și perspectivele dezvoltării turismului ecologic în raionul Cahul, Republica Moldova. În: Dezvoltarea economico-socială durabilă a euroregiunilor și a zonelor transfrontaliere. Vol. XXXVII, Economie. Iași: PERFORMANTICA, 2020, pp. 129- 135. (ISBN: 978-606-685-742-0) https://ibn.idsi.md/vizualizare_articol/113668
- Cornea S. Administrația provizorie a Basarabiei (1812-1818). În: Administrarea publică, 1997, nr.3, p.47-58. ISSN 1813 – 8489;
- Cornea S. Autonomia administrativă a Basarabiei în cadrul României întregite. În: Administrarea publică, 1998, nr.1, p.111-118; 1998, nr.2, p.121-125. ISSN 1813 – 8489;

- Cornea S. Organizarea administrativă a Basarabiei conform ,,Așezămîntului…” din 1818. În: Administrarea publică, 1998, nr.3, p.99-104. ISSN 1813 – 8489; 5 4. Cornea S. Consiliul Suprem – instituția supremă administrativ-judecătorească a Basarabiei. În: Administrarea publică, 1999, nr.2, p.103-117. ISSN 1813 – 8489; 5. Cornea S. Instituția zemstvei în cadrul sistemului administrativ basarabean. În: Administrarea publică, 2000, nr.1, p.151-164. ISSN 1813 – 8489;
- Cornea S. Organizarea administrativă a Basarabiei sub stăpânirea țaristă (1812-1917). În: Cugetul, 2000, nr.1, p.25-31. ISSN 0868-7730;
- Cornea S. Redimensionarea structurii administrative a Basarabiei în anii 1816-1818. În: Administrarea publică, 2001, nr.3, p.115-128. ISSN 1813 – 8489;
- Cornea S. Realizarea reformelor administrative în anii 60-70 ai sec.XIX – etapa finală a procesului de implementare în Basarabia a sistemului rusesc de administrare. În:Administrarea publică, 2002, nr.1, p.126-139. ISSN 1813 – 8489;

- Cornea S. Scurt istoric al divizării teritorial-administrative a Basarabiei sub stăpânirea țaristă (1812-1917). În: Administrarea publică, 2002, nr.2, p.117-121. ISSN 1813 – 8489;
- Cornea S. Unele considerații referitoare la politica administrativă a Imperiului rus în Basarabia (1812-1828). În: Analele științifice ale Universității de Stat din Moldova. Seria "Științe socioumanistice", Vol. III, Chișinău, 2002, p.211-214. ISSN 1811 – 2668;
- Cornea S. Rolul autonomiei locale în afirmarea democrației. În: Administrarea publică, 2002, nr.4, p. 35-39. ISSN 1813 – 8489
- Cornea S. Structurile administrative locale ale Basarabiei în anii ’30 - ’60 ai secolului al XIX-lea. În: Analele științifice ale Universității de Stat din Moldova. Seria "Științe socioumanistice", Vol. III, Chișinău, 2003, p.184-187. ISSN 1811 – 2668;
- Cornea S. Unele aspecte istoriografice referitor la organizarea administrativă a Basarabiei sub stăpânirea țaristă (1812- 1917 ). În: Analele științifice ale Universității de Stat din Moldova. Seria "Științe socioumanistice", Vol. III, Chișinău, 2003, p.188-191. ISSN 1811 – 2668;
- Cornea S. Consolidarea autonomiei locale – factor important al procesului de democratizare a societății moldovenești. În: ,,Filosofia, Sociologia, Politica și tânăra generație”, conf. int. (2003; Chișinău).- Chișinău, 2003, p.376-380. ISBN 9975-70-337-2;
- Cornea S., Cornea V. Autonomia locală - instrument de garantare și realizare a drepturilor omului. În: Locul și rolul organelor administrației publice în asigurarea respectării drepturilor și libertăților fundamentale ale omului: Materiale ale conf. șt.-int., 11 dec., 2003.- Chișinău: Acad. de Administrare Publică, 2004, p.113-120. ISBN 9945-9688-5- 6;

- Cornea S. Unele considerații privind organizarea administrativă a teritoriului statului. În: Administrarea publică, 2004, nr.1-2, p. 26-33. ISSN 1813 – 8489;
- Cornea S. Autoadministrarea colectivităților locale în Moldova medievală. În: Administrarea publică, 2004, nr.3, p. 23-27. ISSN 1813 – 8489;
- Cornea S., Cornea V. Probleme ale reformei administrației publice locale din Republica Moldova în perspectiva integrării europene. În: Integrarea europeană: Filosofie, politică, cultură: Materialele conf. int., 19-20 noiemb. 2004.- Chișinău: CEP USM, 2005, p. 329-335.
- Cornea S. Zemstva în sistemul administrativ al Basarabiei (1918-1925). În: Analele științifice ale Universității de Stat din Moldova. Seria "Științe socioumanistice", Vol. II, Chișinău, 2005, p.44-46. ISSN 1811 – 2668;
- Cornea S. Definirea legală a autonomiei locale. În: Administrarea publică, 2005, nr.4, p. 24-35. ISSN 1813 – 8489;
- Cornea S. Respectarea drepturilor cetățenilor la informație în activitatea autorităților 6 administrației publice. În: Analele științifice ale Universității de Stat din Moldova. Seria "Științe socioumanistice", Vol. II, Ch., 2006, p.81-83. ISSN 1811 – 2668;
- Cornea S. Condițiile juridice definitorii ale noțiunii de colectivitate locală. În: Administrația publică în perspectiva integrării Europene. Materiale ale sesiunii de comunicări științifice, 27-28 octombrie, 2006.- Ch.: S.n., 2007, p. 321-331. ISSN 1813 – 8489 http://www.isam.fd.md/CAIET_ST_2006.PDF
- Cornea S. Rolul APL în organizarea alegerilor locale. În: Conferința științifică de totalizare a activității de cercetare a cadrelor didactice, 20 aprilie 2007.- Cahul: USC, 2007, p.133-139. ISBN 978-9975-9751-7-9 http://usch.md/Documents/publicatii/conferinte/conferinta2007%20vol%20I.pdf
- Cornea S. Rolul autorităților administrației publice locale în menținerea ordinii publice. În: ,,Poliția și valorile general umane în contextul integrării europene”, conf. șt-practică (2007, Chișinău). Chișinău: Acad. ,,Ștefan cel Mare” a MAI, 2007, p. 24-26. ISBN 978- 9975-930-23-9;
- Cornea S. Rolul Consiliilor electorale de circumscripție și a Birourilor electorale ale secțiilor de votare în organizarea și desfășurarea alegerilor locale. În: Analele științifice ale Universității de Stat ,,B.P.Hasdeu” din Cahul, Vol.II, Cahul, 2007, p.190-195. ISSN 1875-2170; http://usch.md/Documents/publicatii/analele/Anale%20stiintifice%202006.pdf

- Cornea S. Regimul juridic al delimitării teritoriilor colectivităților locale. În: Administrarea publică, nr.4, 2006, p.22-31; nr.1-2, 2007, p.71-78. ISSN 1813 – 8489; http://aap.gov.md/publicatii/revista/Revista_AP_4_2006.pdf ; http://aap.gov.md/attachments/Publicatii/Revista/revista_AP_ianuarie-iunie_2007_nr._1- 2_(53-54).pdf
- Cornea S. Redimensionarea sistemului administrativ al Basarabiei în primele luni după Unire. În: "Totalizarea activității de cercetare a cadrelor didactice. Secția Istorie și limbi moderne", conf. șt. (2007; Cahul). – Cahul : "Turnul Vechi" SRL, 2007, p. 10-15. ISBN 978-9975-9579-6-0
- Cornea S. Considerații referitor la sistemul politic. În: Analele științifice ale Universității de Stat ,,B.P.Hasdeu” din Cahul, Vol.III, Cahul, 2007, p.135-144. ISSN 1875-2170 http://usch.md/Documents/publicatii/analele/ANALE%20Stiintifice_2007.pdf

- Cornea S. Considerații metodice privind elaborarea fișelor de post pentru funcționarii din administrația publică locală. În: Administrarea publică, nr.1, 2008, p.51-60. ISSN 1813 – 8489; http://aap.gov.md/attachments/Publicatii/Revista/revista_AP_ianuariemartie_2008_nr.1_(57).pdf
- Cornea S. Considerații referitor la relațiile administrației publice cu mediul politic. În: Administrația publică și buna guvernare: Materiale ale sesiunii de comunicări științifice, 27- 28 oct. 2007.- Ch.: S.n., 2008, p.30-41. ISBN 978-9975-9674-4-0 http://www.isam.fd.md/caiet_site/CAIET_NR2.pdf
- Cornea S. Unele considerații privind structura de stat. În: Conferința științifică de totalizare a activității de cercetare a cadrelor didactice, 16-17 aprilie 2008. Vol I. – Cahul : USC, 2008, p.209-216. ISBN 978-9975-9683-5-5 http://usch.md/Documents/publicatii/conferinte/CONFERIN%C5%A2A%20PROF%202008. %20%20 VOL%20I.pdf
- Cornea S., Cornea V. Caracteristici instituționale ale administrației publice locale din Republica Moldova. În: Moldoscopie (Probleme de analiză politică). Nr.4 (XLIII).- Chișinău, 2008, p.47-66. ISSN 1812-2566 http://usm.md/ro/cercetare/reviste/moldoscopie/ 7
- Cornea S. Deportările din 6 iulie 1949 în raionul Cahul. În:Analele științifice ale Universității de Stat ,,B.P.Hasdeu” din Cahul, Vol.IV, Cahul, 2008, p.117-120. ISSN 1875- 2170 http://usch.md/Documents/publicatii/analele/analele2008.pdf
- Cornea S. Vicepreședintele raionului în sistemul autorităților administrației publice locale din Republica Moldova. În: Conferința științifică de totalizare a activității de cercetare a cadrelor didactice. Vol. I. – Cahul: USC, 2009, p.173-179. ISBN 978-9975-914- 16-1 http://usch.md/Documents/publicatii/conferinte/VOLUMUL%20I_2009.pdf
- Cornea S. Asigurarea transparenței decizionale în administrația publică locală. În: Moldoscopie (Probleme de analiză politică). Nr.4 (XLVII) .-Chișinău, 2009, p.34-47. ISSN 1812-2566; http://usm.md/ro/cercetare/reviste/moldoscopie/
- Cornea S., Cornea V. Considerații și sugestii privind valorificarea resurselor internet la elaborarea tezelor de licență și master la specialitatea „Administrație publică”. În: Analele științifice ale Universității de Stat ,,B.P.Hasdeu” din Cahul, Vol.V, Cahul, 2009, p.289-300. ISSN 1875-2170 http://usch.md/Documents/publicatii/analele/Analele2009.pdf

- Cornea S. Considerații privind evoluția instituției reprezentantului guvernului în teritoriu. În: Conferința științifică de totalizare a activității de cercetare a cadrelor didactice. Vol. I. – Cahul: USC, 2010, p.255-267. ISBN 978-9975-914-43-7 http://usch.md/Documents/publicatii/conferinte/Volumul%20I,%202010.pdf
- Cornea S. Antireforma teritorial-administrativă din anul 2003: cauze și consecințe. În: „Modernizarea administrației publice în contextul democratizării sistemului politic și proceselor integraționiste”, conf. șt. intern. (2010, Chișinău).- Ch.: CEP USM, 2010, p.59-72. (ISBN 978-9975-71-057-2)
- Cornea S. Considerații privind implicarea actorilor sociali în procesul de pregătire a specialiștilor în Republica Letonia. În: Analele științifice ale Universității de Stat ,,B.P.Hasdeu” din Cahul, Vol.VI.- Cahul, 2010, p.192- 196. ISSN 1875-2170; http://usch.md/Documents/publicatii/analele/Anale%202010.pdf
- Cornea S. Politica administrativă a țarismului în Basarabia. În: In honorem Ion Șișcanu. Studii de istorie a românilor.- Cahul: Univ. de Stat „B.P.Hasdeu”, 2011, p.67-77. ISBN 978- 9975-914-53-6;
- Cornea S., Cornea V. Cooperarea transfrontalieră a colectivităților locale. În: Conferința științifică de totalizare a activității de cercetare a cadrelor didactice, 12-13 mai 2011, Vol I. – Cahul : USC, 2011, p.234-242. ISBN 978-9975-914-57-4; http://usch.md/Documents/publicatii/conferinte/VOLUMUL%201_2011.pdf
- Cornea S., Mandaji E. Dialogul politic Republica Moldova-Uniunea Europeană în contextul politicii de vecinătate. În: Conferința științifică de totalizare a activității de cercetare a cadrelor didactice, 12-13 mai 2011, Vol I. – Cahul: USC, 2011, p.243-258. ISBN 978-9975-914-57-4 http://usch.md/Documents/publicatii/conferinte/VOLUMUL%201_2011.pdf
- Cornea S. Evoluția delimitării teritorial-administrative a Republicii Moldova: de la centralizare la recentralizare. În: Administrația statului Republica Moldova la 20 de ani de independență: Materiale ale sesiunii de comunic. șt., 29-30 oct., 2011. Ch.: S. n., 2012, p.71- 78. ISBN 978-9975-106-73-3 http://www.isam.fd.md/caiet_site/CAIET_NR5.pdf
- Cornea S. Importanța analizei ocupaționale pentru elaborarea standardului profesional al cadrului didactic. În: Integrarea specialistului cu studii superioare pe piața muncii: aspecte naționale și internaționale. Materialele Conferinței Științifico-practice Internaționale, Bălți, 21-22 octombrie, Bălți: Presa universitară bălțeană, 2012, p. 115-118. ISBN 978-9975- 8 50-069-2
- Cornea S., Cornea V. Contribuții americane în studierea administrației publice. În: Analele științifice ale Universității de Stat ,,B.P.Hasdeu” din Cahul, Vol.VII, Cahul, 2011, p.133-136. ISBN 978-9975-914-61-1. http://usch.md/Documents/publicatii/analele/Anale%202011.pdf
- Cornea S., Lungu P. Nicolae Titulescu – personalitate remarcabilă pe scena diplomației internaționale. În: Impactul globalizării asupra învățământului superior și preuniversitar, conf. șt.-didactică (2012; Cahul). Cahul : Univ. de Stat "B. P. Hasdeu", 2012, p.298-308. ISBN 978-9975-914-78-9.
- Cornea S. Instituirea forțată a sistemului de administrare provizorie a Basarabiei în primii ani ai ocupației rusești (1812-1816). În: 200 de ani de la anexarea Basarabiei de către Imperiul Țarist: consecințele raptului teritorial pentru românii basarabeni. Materialele Simpoz. șt. intern. 12-13 mai 2012. Cahul: Univ. de Stat „B. P. Hasdeu” din Cahul, 2012, p.102-129. ISBN 978-9975-914-74-1 http://usch.md/Documents/publicatii/conferinte/Volum%20comunicari_200_ani.pdf
- Cornea S., Cornea V. Corelarea sistemului de învățământ superior cu necesitățile pieței muncii. In: Impactul globalizării asupra învățământului superior și preuniversitar, conf. șt.- didactică (2012; Cahul). Cahul : Univ. de Stat "B. P. Hasdeu", 2012, p.192-199. ISBN 978- 9975-914-78-9;
- Cornea S., Cornea V. Implementarea prevederilor Cartei europene a autonomiei locale în Republica Moldova. In: Moldoscopie (Probleme de analiză politică). Vol. LXI.- Chișinău, 2013, p.57-75. (ISSN 1812-2566) http://uspee.md/images/reviste/moldoscopie/M61.pdf
- Cornea S., Cornea V. Numele - element esențial al idendității colectivităților locale din R.Moldova. In: Caietul științific nr.6/2012. Chișinău: Institutul de Științe Administrative din Republica Moldova, 2014, p.192-202 ISBN 978-9975-66-390-8
- Cornea S. Delimitarea teritorial-administrativă a județului Cahul în componența ținutului Dunărea de Jos (1938-1940). In: Analele științifice ale Universității de Stat ,,B.P.Hasdeu” din Cahul, Vol.IX, Cahul, 2013, p.96-105. ISSN 1875-2170 http://usch.md/Documents/publicatii/analele/Analele%202013-1.PDF
- Cornea S., Cornea V., Pregătirea specialiștilor în domeniul administrației publice la Universitatea de Stat „Bogdan Petriceicu Hasdeu” din Cahul: realizări, probleme, perspective. În: Perspectivele și problemele integrării în Spațiul European al Învățământului superior: Conf. șt.-practică intern., 5 iun. 2014. Vol. II. Cahul: Universitatea de Stat "B. P. Hasdeu", 2014, p.28-31. ISBN 978-9975-914-92-5
- Cornea S. Alegerile parlamentare din 2014: organizarea teritorială a puterii publice în platformele electorale ale concurenților electorali. În: Analele științifice ale Universității de Stat ,,B.P.Hasdeu” din Cahul, Vol.X, Cahul, 2014, p.190-195. ISSN 1875-2170 54. Cornea S. Este necesară o reformă teritorial-administrativă în Republica Moldova? Moldoscopie (Probleme de analiză politică). Vol. LXVI.-Chișinău, 2014, p.57-75. ISSN 1812-2566
- Cornea S. Definirea noțiunii putere publică: abordări autohtone. În: Perspectivele și problemele integrării în Spațiul European al Învățământului superior: Conf. șt.-practică intern., 5 iun. 2015. Vol. I. Cahul: Universitatea de Stat "B. P. Hasdeu", 2015, p.10-17. ISBN 978-9975-914-99-4.
- Cornea S. Implementation of the provisions of Moldova-EU Association Agreement 9 under the existing territorial-administrative delimitation: a (im) possible mission? In. Teoria și practica administrării publice: materiale ale conferinței științifico-practice cu participare internațională, 22 mai 2015. Chișinău: Academia de Administrare Publică, 2015, p.39-42. ISBN 978-9975-3019-3-0.
- Cornea S. Puterea publică a colectivităților teritoriale locale: identificarea unui instrument teoretic de investigare. In: Știința politică și societatea în schimbare. Materialele conferinței științifice internaționale (13 noiembrie 2015). Chișinău: CEP USM, 2015, p.291-294. ISBN 978-9975-71-721-2.
- Cornea S. Efectele sărăciei în mediul rural al Republicii Moldova. În: Fenomenul sărăciei în condițiile societății în tranziție. Culegere de articole. Conferința Științică Internațională, 23-25 octombrie, 2014. Chișinău: S.n., 2015, p.220-230 . ISBN 978-9975- 115-69-8
- Cornea S. Colectivitatea teritorială locală: repere pentru definirea unui concept. În: Buletinul Științific al Universității de Stat „Bogdan Petriceicu Hasdeu” din Cahul. Seria Științe Sociale. Nr. 1 (1), 2015, p.4-30. ISSN 2345-1890.
- Cornea S. Contextul administrativ și politic al descentralizării în Republica Moldova. În: Buletinul Științific al Universității de Stat „Bogdan Petriceicu Hasdeu” din Cahul. Seria Științe Sociale. Nr. 1 (3), 2016, p.4-14. ISSN 2345-1858, E-ISSN 2345-1890 http://usch.md/wp-content/uploads/2016/02/2016_BULETIN_sociale_13.pdf
- Cornea S. Carta europeană a autonomiei locale – instrument politic internațional privind delimitarea responsabilităților între nivelele de putere publică. În: Perspectivele și problemele integrării în Spațiul European al Învățământului superior: Conf. șt.-practică intern., 7 iunie 2016. Vol. I. Cahul: Universitatea de Stat „B. P. Hasdeu”, 2016, p.7-9. ISBN 978-9975-914-90-1 http://usch.md/wp-content/uploads/2015/11/Conferinta-USC-2016_Atelierul-1-4-cu-CIP.pdf
- Cornea S. Descentralizarea puterii publice în Republica Moldova: sub ce formă(e)? În: Moldoscopie (Probleme de analiză politică), nr. 3 ( LXXIV), 2016, p.19-32. ISSN 1812- 2566 https://ibn.idsi.md/ro/vizualizare_articol/48267
- Cornea S. Descentralizarea – mecanism de realocare a autorității între nivelurile puterii publice. În: Revista de Filozofie, Sociologie și Științe Politice (Partea I), nr. 2, 2016, p. 56-71, nr.3, 2016, p. 81-90. (Partea II). ISSN 1857-2294 http://icjp.asm.md/publicatie/ revista-de-filozofie-sociologie-%C5%9Fi%C5%9Ftiin%C5%A3e-politice
- Cornea S. Rolul descentralizării în aprofundarea proceselor de democratizare a statului postsovietic. În: Buletinul Științific al Universității de Stat „B.P.Hasdeu” din Cahul. Seria Științe Sociale, nr. 2 (4), 2016, p.34-40. ISSN 2345-1858, E-ISSN 2345-1890 http://usch.md/wp-content/uploads/2016/02/2016-Buletin-sociale-2.pdf
- Cornea S. Precizări terminologice privind noțiunile esențiale ale organizării teritoriale a puterii publice. În: Administrarea publică, nr.4, 2016, p. 22-30. ISSN 1813-8489 http://aap.gov.md/files/publicatii/revista/16/4.pdf
- Cornea S. Cooperarea transfrontalieră a colectivităților locale din Republica Moldova: între oportunități și șanse nerealizate. În: Південь України: етноісторичний, мовний, культурний та релігійний виміри”, Одеса: ОНМУ, 2017, c.163-168. ISBN 978-966-930- 178
- Cornea S. Principiile și factorii organizării teritoriale a puterii publice. În: Conferința științifică internațională „Perspectivele și Problemele Integrării în Spațiul European al 10 Cercetării și Educației”, 7 iunie 2017, Vol. I. Cahul : Universitatea de Stat „B.P. Hasdeu” din Cahul, 2017, p. 7-11. ISBN 978-9975-88-020-6
- Cornea S. Cooperarea autorităților locale cu cele statale – condiție sine qua non a funcționării eficiente a puterii publice în stat. În: Moldoscopie, nr.4 (LXXIX), 2017, p.45- 52. ISSN 1812-2566
- Cornea S. Dimensiunea teritorială a puterii publice locale din Republica Moldova: posibile soluții de atenuare a efectelor fragmentării teritoriale. În: Revista de filosofie, sociologie și științe politice, 2017, nr.3. p. 52-70. (Partea I); Revista de filosofie, sociologie și științe politice, 2018, nr. 1. p. 63-82. (Partea II). ISSN 1857-2294 (Partea I: http://icjp.asm.md/sites/default/files/publicatii/revista_nr_3_2017.pdf; Partea II: http://icjp.asm.md/sites/default/files/publicatii/revista_filosofie_sociologie_si_stiinte_ politice_nr_1_2018.pdf)
- Cornea S. Organizarea teritorială a puterii locale în programele de guvernare și strategiile guvernării „proeuropene”. În: Reformarea administrației publice locale – imperativ al modernizării Republicii Moldova: Materialele conferinței științifie internaționale din 10 noiembrie, 2017 / coord.: Alexandru Solcan [et al.]. Chișinău: CEP USM, 2018, p. 63-80. ISBN 978-9975-71-997-1 https://ibn.idsi.md/vizualizare_articol/64208
- Cornea S. Dimensiunea teritorială a puterii locale: identificarea unei paradigme de investigare. În: Conferința științifică internațională „Perspectivele și Problemele Integrării în Spațiul European al Cercetării și Educației”, 7 iunie 2018, Vol. I. Cahul: US Cahul, 2018, p. 7-16. ISSN 2587-3563; E-ISSN 2587-3571
- Cornea S., Mandaji E. Percepția externă a alegerilor parlamentare din 24 februarue 2019 în Republica Moldova. În: Buletinul Științific al Universității de Stat „B.P. Hasdeu” din Cahul: Seria Științe Sociale, nr. 1 (9), 2019, p. 16-24. ISSN 2345-1858, E-ISSN 2345- 1890 http://jss.usch.md/wp-content/uploads/2019/11/BSS_-1_-2019-1-1-16-24.pdf
- Cornea S. Efectele aplicării sistemului electoral mixt în Republica Moldova: cazul circumscripției uninominale nr. 43, municipiul Cahul. În: Perspectivele și Problemele Integrării în Spațiul European al Cercetării și Educației, Vol. VI, Partea 1, 2019, p. 11-20. ISSN 2587-3563, E-ISSN 2587-3571 https://ibn.idsi.md/sites/default/files/imag_file/11- 20_2.pdf
- Cornea S. Principiile, obiectivele și condițiile realizării cu succes a reformei organizării teritoriale a puterii locale în Republica Moldova. În: Revista de filosofie, sociologie și științe politice. 2019, nr.1. p.87-101. ISSN 1857-2294 http://icjp.asm.md/sites/default/files/publicatii/revista_filosofie_sociologie_si_stiinte_politic e_nr._1_2019.pdf
- Cornea S. Particularitățile alegerilor locale generale din 20 octombrie 2019 în Circumscripția Electorală Raională Cahul. În: Buletinul Științific al Universității de Stat „B.P. Hasdeu” din Cahul: Seria Științe Sociale, nr. 2 (10), 2019, p. 5-23. ISSN 2345-1858, E-ISSN 2345-1890, DOI: 10.5281/zenodo.3648031
- Cornea S. Viața publică la nivel local: o sinteză a cauzelor neimplicării populației. În: Buletinul Științific al Universității de Stat „B.P. Hasdeu” din Cahul: Seria Științe Sociale, nr. 1 (11), 2020, p. 13-31. ISSN 2345-1858, E-ISSN 2345-1890, DOI: 10.5281/zenodo.3821970
- Cornea S. Viața publică la nivel local: o sinteză a cauzelor neimplicării populației. În: Buletinul Științific al Universității de Stat „B.P. Hasdeu” din Cahul: Seria Științe Sociale, nr. 11 1 (11), 2020, p. 13-31. (ISSN 2345-1858, E-ISSN 2345-1890) DOI: 10.5281/zenodo.3821970
- Cornea S. Județul Cahul la răscruce de vremuri și regimuri (iunie-iulie 1940). În: Perspectivele și Problemele Integrării în Spațiul European al Cercetării și Educației, Volumul VII, Partea I. Cahul: USC, 2020, pp. 84-95. (ISSN 2587-3563, E-ISSN 2587-3571) https://ibn.idsi.md/vizualizare_articol/112738
- Cornea S. Valorificarea potențialului turistic al raionului Cahul în cadrul cooperării transfrontaliere. În: Buletinul Științific al Universității de Stat „B.P. Hasdeu” din Cahul: Seria Științe Sociale, nr. 2 (12), 2020, pp. 51-67. (ISSN 2345-1858, E-ISSN 2345-1890) DOI: 10.5281/zenodo.4290660
- Cornea S. The retreat of the Romanian administration and the installing of the Soviet regime in Ismail district, as shown by the documents of the Romanian authorities (June-July, 1940). In: Записки історичного факультету 31 випуск 2020: збірник наукових праць / колектив авторів. Одеса: Одеський національний університет імені І. І. Мечникова, 2020, c. 197-215. ISSN 2312-6825, DOI: 10.18524/2312- 6825.2020.31.220052

## Distincții
- Medalia „Crucea comemorativă. Participant la acțiunile de luptă pentru apărarea integrității și independenței Republicii Moldovei (1991-1992)”
- Medalia „Meritul Civic” (2014)
- Diploma de onoare a Guvernului Republicii Moldova (06.06.2019)
- Diploma Ministerului Educației al Republicii Moldova (28.09.2012)
- Diplomă de excelență, Comisia Electorală Centrală a Republicii Moldova (30. 10. 2016)
- Laureat al Concursului National „Teza de doctorat de excelență a anului 2019”, secțiunea „Teze de doctor habilitat de excelență”, domeniul „Științe socio-umane” (Republica Moldova)
- 10 iunie 2021 i-a fost decernat Premiul Academiei Oamenilor de Știință din România pentru anul 2019, Secțiunea Științe Istorice (Premiul Andrei Oțetea) pentru lucrarea „Organizarea administrativă a Basarabiei sub ocupația țaristă (1912-1917), Editura Istros, Brăila, 2019”.[2]